# Oita Trinita
Oita Trinita (大分トリニータ Ōita Torinīta) là một câu lạc bộ bóng đá Nhật Bản hiện đang chơi ở J2 League, giải đấu cao thứ hai trong hệ thống bóng đá Nhật Bản. Thành phố quê hương của câu lạc bộ là thành phố Ōita, nhưng câu lạc bộ thu hút sự hỗ trợ từ Beppu, Saiki và toàn bộ tỉnh Ōita.
Tên của câu lạc bộ, Trinita, là một từ ghép của tiếng Anh từ ba ngôi, đó là tên của câu lạc bộ ban đầu trước khi bị thay đổi vào năm 1999, và Oita, quê hương của câu lạc bộ. Từ kết hợp thể hiện ý chí của người dân địa phương, các công ty và chính phủ để hỗ trợ nhóm.
Sân nhà của câu lạc bộ là Ōita Bank Dome, còn được gọi là "Big Eye" (Mắt lớn), là một trong những địa điểm được xây dựng cho FIFA World Cup 2002. Câu lạc bộ tập luyện tại sân bóng bầu dục và bóng bầu dục liền kề, River Park Inukai và Ōita City Public Ground.

## Thành tích với tư cách thành viên của J.League
| Mùa giải | Div. | Tms. | Pos. | Khán giả | J.League Cup | Emperor's Cup |
| -------- | ---- | ---- | ---- | -------- | ------------ | ------------- |
| 1999     | J2   | 10   | 3    | 3,886    | 2nd Round    | 3rd Round     |
| 2000     | J2   | 11   | 3    | 4,818    | 1st Round    | 3rd Round     |
| 2001     | J2   | 12   | 6    | 6,638    | 2nd Round    | 3rd Round     |
| 2002     | J2   | 12   | 1    | 12,349   | –            | 4th Round     |
| 2003     | J1   | 16   | 14   | 21,373   | Group Stage  | 3rd Round     |
| 2004     | J1   | 16   | 13   | 21,889   | Group Stage  | 5th Round     |
| 2005     | J1   | 18   | 11   | 22,080   | Group Stage  | 5th Round     |
| 2006     | J1   | 18   | 8    | 20,350   | Group Stage  | 5th Round     |
| 2007     | J1   | 18   | 14   | 19,759   | Group Stage  | 5th Round     |
| 2008     | J1   | 18   | 4    | 20,322   | Winners      | 4th Round     |
| 2009     | J1   | 18   | 17   | 18,428   | Group Stage  | 3rd Round     |
| 2010     | J2   | 19   | 15   | 10,463   | –            | 3rd Round     |
| 2011     | J2   | 20   | 12   | 8,779    | –            | 2nd Round     |
| 2012     | J2   | 22   | 6    | 9,721    | –            | 2nd Round     |
| 2013     | J1   | 18   | 18   | 11,915   | Group Stage  | Quarterfinals |
| 2014     | J2   | 22   | 7    | 8,422    | –            | 3rd Round     |
| 2015     | J2   | 22   | 21   | 7,533    | –            | 3rd Round     |
| 2016     | J3   | 16   | 1    | 7,771    | –            | 3rd Round     |
| 2017     | J2   | 22   | 9    | 8,063    | –            | 3rd Round     |
| 2018     | J2   | 22   | 2    | 8,907    | –            | 2nd Round     |
| 2019     | J1   | 18   |      |          | –            |               |

Từ khóa
- Tms. = Số đội
- Vị trí = Vị trí trong liên minh
- Tham dự / G = Tham dự giải đấu trung bình
- Nguồn: Trang web dữ liệu J.League

## Danh dự
- Liên đoàn J2
  - Vô địch: 2002
  - Á hậu: 2018
  - Chiến thắng trong trận play-off: 2012
- Liên đoàn J3
  - Vô địch: 2016
- Cúp J.League
  - Vô địch: 2008
- Giải vô địch ngân hàng Suruga
  - Á quân: 2009

## Cầu thủ

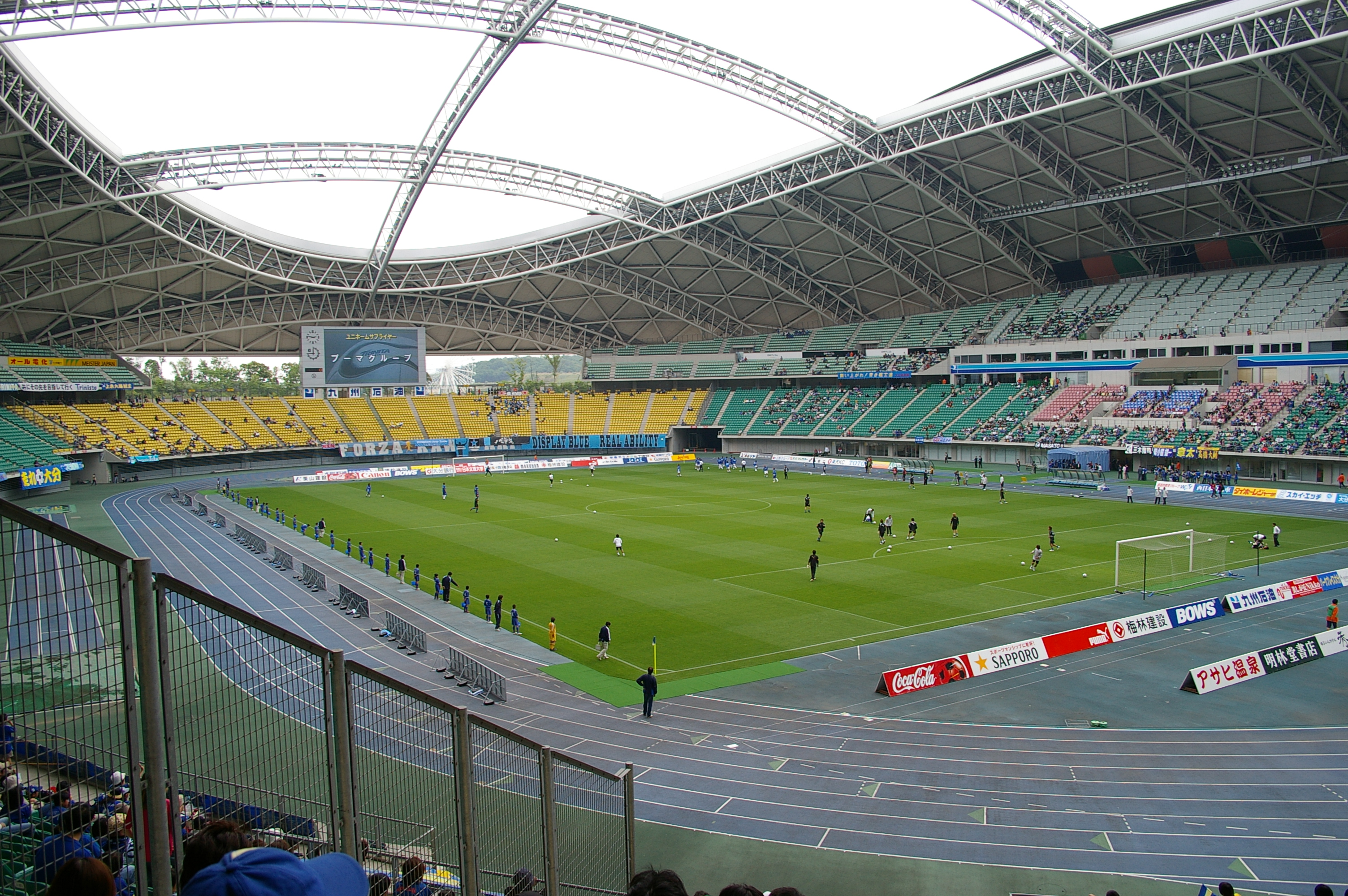
Sân vận động Ōita

### Đội hình hiện tại
| No. |             | Position | Player                                    |
| --- | ----------- | -------- | ----------------------------------------- |
| 1   | Japan       | GK       | Shun Takagi                               |
| 3   | Japan       | DF       | Yuto Misao                                |
| 4   | Japan       | MF       | Toshio Shimakawa                          |
| 5   | Japan       | DF       | Yoshinori Suzuki (captain)                |
| 6   | Japan       | DF       | Naoya Fukumori                            |
| 7   | Japan       | MF       | Rei Matsumoto                             |
| 8   | Japan       | MF       | Takuya Marutani                           |
| 9   | Japan       | FW       | Yusuke Goto                               |
| 10  | Japan       | FW       | Noriaki Fujimoto                          |
| 11  | Japan       | MF       | Kenji Baba                                |
| 14  | Japan       | MF       | Kazuki Kozuka                             |
| 16  | Japan       | DF       | Jun Okano (on loan from JEF United Chiba) |
| 18  | Japan       | FW       | Kohei Isa                                 |
| 19  | Japan       | DF       | Yuji Hoshi                                |
| 20  | Japan       | MF       | Koki Kotegawa                             |
| 21  | Japan       | GK       | Ryosuke Kojima                            |
| 22  | South Korea | GK       | Mun Kyung-gun                             |
| 23  | Japan       | FW       | Kaoru Takayama                            |
| 25  | Japan       | MF       | Seigo Kobayashi                           |

| No. |          | Position | Player                                              |
| --- | -------- | -------- | --------------------------------------------------- |
| 27  | Japan    | FW       | Kazushi Mitsuhira                                   |
| 28  | Japan    | MF       | Daisuke Sakai                                       |
| 29  | Japan    | DF       | Tomoki Iwata                                        |
| 30  | Japan    | FW       | Tsubasa Yoshihira                                   |
| 31  | Japan    | GK       | William Popp (on loan from Kawasaki Frontale)       |
| 32  | Japan    | MF       | Ryosuke Maeda                                       |
| 38  | Japan    | MF       | Keita Takahata                                      |
| 39  | Japan    | DF       | Honoya Shoji (on loan from Cerezo Osaka)            |
| 40  | Japan    | MF       | Yushi Hasegawa                                      |
| 41  | Japan    | DF       | Ryosuke Tone                                        |
| 42  | Japan    | DF       | Taichi Yano (Type 2 Player)                         |
| 43  | Japan    | MF       | Kyoya Saijo (Type 2 Player)                         |
| 44  | Thailand | MF       | Thitiphan Puangchan (on loan from BG Pathum United) |
| 45  | Japan    | FW       | Ado Onaiwu (on loan from Urawa Reds)                |
| 46  | Japan    | MF       | Ryotaro Ito (on loan from Urawa Reds)               |
| 47  | Japan    | MF       | Taiga Kudo (Type 2 Player)                          |
| 49  | Japan    | DF       | Kento Haneda (designated special player)            |

### Cho mượn
| No. |       | Position | Player                                    |
| --- | ----- | -------- | ----------------------------------------- |
| —   | Japan | MF       | Kazuki Egashira (at Iwate Grulla Morioka) |
| —   | Japan | MF       | Yuya Himeno (at Thespakusatsu Gunma)      |
| —   | Japan | MF       | Shintaro Kokubu (at Giravanz Kitakyushu)  |

| No. |       | Position | Player                            |
| --- | ----- | -------- | --------------------------------- |
| —   | Japan | MF       | Takuya Nogami (at Vonds Ichihara) |
| —   | Japan | FW       | Shota Kawanishi (at FC Gifu)      |

## Huấn luyện viên
- Moon Jung-sik 1994–1996
- Park Kyung-wha 1997
- Yasunori Haga 1997
- Chico Formiga 1998
- Nobuhiro Ishizaki 1999–2001
- Shinji Kobayashi 2001–2003
- Han Berger 2004
- Hwangbo Kwan 2005, 2010
- Arie Schans 2003
- Péricles Chamusca 2005–2009
- Ranko Popović 2009
- Kazuaki Tasaka 2011–2015
- Nobuaki Yanagida 2015
- Tomohiro Katanosaka 2016–

## Cầu thủ quốc tế
AFC
- liên_kết=|viền Thitipan Puangchan